# Jacobsita
La jacobsita es un mineral de la clase de los minerales óxidos, y dentro de esta pertenece al llamado "grupo de la espinela". Fue descubierta en 1869 en la mina Jakobsberg en el municipio de Filipstad, en la provincia de Värmland (Suecia), siendo nombrado así por el nombre de dicha mina.

## Características químicas
Es un óxido múltiple de hierro (Fe3+) y de manganeso (Mn2+), que como el resto de minerales del grupo de la espinela son óxidos de dos metales que cristalizan en el sistema isométrico o cúbico.
Forma una serie de solución sólida con la magnetita (Fe2+(Fe3+)2O4), en la que la sustitución gradual del manganeso Mn2+ por hierro Fe2+ va dando los distintos minerales de la serie.
Además de los elementos de su fórmula, es muy común que lleve como impureza átomos de cinc.

## Características físicas
El hábito es de cristales claramente octaédrico, aunque raramente forma cristales grandes, normalmente en hábito granular masivo.
Los cristales pueden tener epitaxis con el mineral hausmannita (Mn2+(Mn3+)2O4), es decir, presentan intercrecimiento de cristales de ambos minerales.
Es dimorfo con el mineral iwakiíta, con la misma fórmula química que la jacobsita pero que cristaliza en el sistema tetragonal.

## Formación y yacimientos
Es un mineral que se puede formar como primario o bien como producto de alteración secundario a partir de depósitos de otros minerales del manganeso en algunos yacimientos de éstos sometido a metamorfismo.
Suele encontrarse asociado a otros minerales como: hausmannita, galaxita, braunita, pirolusita, coronadita, hematites o magnetita.

## Usos
Se extrae mezclado con otros minerales del manganeso y hierro como mena de estos metales.